# Catedral de Santo Olavo (Helsingor)
Catedral de Santo Olavo ou Catedral de Santo Olaf (em  dinamarquês: Sankt Olai Kirke) é a catedral de Helsingor, localizada no norte da ilha de Zelândia, Dinamarca. Com uma história que remonta a cerca de 1200, o atual edifício foi concluído em 1559. Em 1961, a igreja foi atribuída o estatuto de catedral em conexão com o estabelecimento da Diocese de Helsingor.